# L'Opinion wallonne

L'Opinion wallonne est un journal militant wallon distribué avec l'accord de l'Armée belge dans les tranchées de l'Yser durant la Première guerre mondiale de 1916 à 1918. Il fut publié pendant et après la guerre

## Pendant la guerre
Un autre journal La Wallonie parut à Paris à partir de 1915. Il était dirigé par Raymond Colleye se proposait d'informer les Français à propos de la dualité Flandre-Wallonie, mais le Gouvernement belge réfugié au Havre demande à la censure française de l'empêcher de paraître, ce qui fut fait en janvier 1916. Lui  succéda  L'opinion, wallonne qui parut cette fois avec l'accord du gouvernement et défendit le programme des Congrès wallons d'avant-guerre.  

Le journal fut d'abord bimensuel puis hebdomadaire à partir du 22 novembre 1917,  puis mensuel de septembre 1918 à décembnre 1919. Marcel Colleye explique: 
«  Les soldats se réjouissaient de recevoir L'opinion wallonne jusqu'aux tranchéeset de se retremper à nos encouragements, à notre saine politique patriotique, aux nouvelles que nous publiions du pays wallon. »
Colleye explique à quel point il reçut bon accueil à Paris dans les milieux les pluys divers. Effectivement  Édouard Herriot, Jean Richepin, Gabriel Hanotaux, Paul Deschanel y collaborèrent côté français. Et Albert Mockel, Auguste Buisseret, Georges Hubin, Célestin Demblon, René de Dorlodot, Théophile Bovy, Ivan Paul côté wallon.
Mais Colleye peut compter aussi sur de nombreux Wallons qui se trouvent aux armées comme Théo Fleischman, Maurice Gauchez, Marcel Paquot, Louis Boumal, Fernand Verhaegen, etc. 
Fédéraliste convaincu, Raymond Colleye, geste  qu'il répéta souvent par la suite tendait la main dans ses colonnes aux Flmaands:Les dirigeants belges, bâtissant un tremplin sanglant sur le corps des nôtres, édifièrent leur politique de division (...) Elle dressait les Wallons contre les Flamands, chacun des deux peuples s'accusant d'opprimer l'autre.
Le sociologue bruxellois Marcel Bolle De Bal en recueillant la correspondance de deux soldats belges amis durant cette période (et qui le demeurèrent ensuite), Paul Huson et Jean Bolle De Bal - celui-ci étant son père - s'étonne dans ce recueil, Les survivants du boyau de la mort, Bruxelles, Coll. Témoins d'Histoire n° 1, Éditions Safran, 2003 (2e édition), des opinions de l' auteur de ses jours concernant la passion de la Wallonie dont celui-ci parle dans ses lettres Par le biais de leurs revues respectives, des autonomistes flamands et wallons qui s'étaient rencontrés à Paris, lancèrent des appels en vue de la paix entre les deux communautés sur le Front de l'Yser.